# 경애왕
경애왕(景哀王, ? ~ 927년 11월, 재위: 924년 8월 ~ 927년 11월)은 신라의 제55대 왕이다. 성은 박(朴), 이름은 위응(魏膺). 신덕왕(神德王)의 둘째 아들이며 경명왕(景明王)의 아우이다.
927년 후백제 견훤이 경주를 침공한 뒤, 자결을 강요받아 포석정에서 스스로 목숨을 끊었다. 그의 아들 계림대군 박순현(鷄林大君 朴舜玄)은 계림 박씨 금성대군 박교순은 울산 박씨의 정식 시조가 되었다.

## 생애

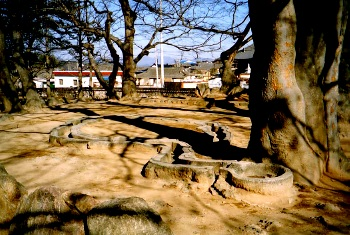
포석정

경애왕은 신덕왕의 둘째 아들이며, 어머니는 헌강왕의 딸인 의성왕후 김씨이다. 924년 형인 경명왕의 뒤를 이어 즉위하였다.
경애왕은 신덕왕의 아들이며 경명왕의 동생이다. 경명왕이 죽은 뒤 경명왕의 아들들이 나이가 어렸기에 대신 왕위를 이어받아 924년에 즉위하여, 왕이 될 무렵, 신라는 재정적으로 몹시 가난한 상태였으며, 고려, 후백제의 압박으로 영토는 계속 줄어들었다. 경애왕은 고려와 동맹을 맺어 세력 회복을 목표로 하였다. 경애왕은 고려군과 합동작전을 펼치며 후백제군과 싸웠고 왕건과 후백제의 견훤이 화친을 맺었을 때는 왕건에게 화친의 부당함을 주장하는 등 망해가는 신라를 지켜내기 위해 노력하였다. 결국 견훤이 볼모로 보냈던 진호가 고려에서 의문의 죽음을 당해 고려와 후백제의 화친은 깨어졌고 926년 후백제는 고려를 다시 공격하였다.
927년 경애왕은 포석정에서 연회를 즐기다가 후백제 군대에게 붙잡혔다고 알려졌다. 종합해 보면, 경애왕은 주연을 즐긴것이 아니라, 문노를 모신 사당인 포석사에서 나라의 안위를 비는 제사를 지냈다고 보는 것이 합리적이다. 경애왕은 황룡사에 백좌경설(百座經說)을 설치하고 선승(禪僧) 300여명에게 음식을 대접하였는데, 이것을 백좌통설선교(百座通說禪敎)라 부르며, 대규모 선승 모임의 시초가 되었다. 경애왕이 견훤에 의해 사망하는 과정에서, 견훤에게 일방적으로 자살을 강요당하여, 결국 경애왕은 자살하였고, 그의 이종 사촌인 김부가 견훤에 의해 경순왕으로 세워졌다. 견훤은 경순왕을 세운 후 신라에 거의 행패 수준으로 활개를 치고 다녔으나 신라는 힘이 없어서 가만히 당하고만 있었다.

## 가계
- 부왕 : 신덕왕(神德王, ? ~917, 재위:912~917)
- 모후 : 의성왕후 김씨(義成王后 金氏)
  - 형 : 경명왕(景明王, ? ~924, 재위:917~924)
  - 왕비 : 미상
    - 장남 : 금성대군 박교순(錦城大君 朴交舜) : 울산(蔚山) 박씨의 시조인 고려(高麗) 시대의 장군(將軍) 박윤웅(朴允雄)의 직계 조상[5]
    - 차남 : 계림대군 박순현(鷄林大君 朴舜玄)

  - 동생 : 박효렴(朴孝廉)

## 경애왕이 등장하는 작품
- 《태조 왕건》, KBS1, 2000년 ~ 2002년, 배우 : 문회원)
- 《심야괴담회 시즌1 - 해목령의 절규[6]》,  MBC, 2021년 ~ , 배우: 유환웅)

## 같이 보기
- 발해
  - 대인선 (907년 - 926년)
- 고려
  - 태조 (918년 - 943년)
- 후백제
  - 견훤 (900년 - 935년)